# Galaxismag
A galaxismag a galaxisok középpontjában lévő, néhány fényév átmérőjű, 105-108 naptömeget tartalmazó, jól elkülönült, gyorsan forgó rész.  A galaxismagból időnként robbanás útján anyag távozik el. Valószínűsíthető, hogy a galaxisok ilyen magból fejlődtek ki. Egyes csillagászok szerint a különlegesen aktív galaxismagok a kvazárok. A legtöbb – ha nem az összes – galaxismagban nagyon nagy tömegű fekete lyuk található, aminek tömege százezer és tízmilliárd naptömeg között van.

## A Tejútrendszer galaxismagja
A Naprendszer a Tejútrendszer galaxismagjától mintegy 25.000 fényév távolságra van. A galaxismagban a Sagittarius A* szupernehéz fekete lyuk található. A galaxismag lapult, ellipszoid alakú. Átmérője 10-20 ezer fényév, vastagsága 4-6 ezer fényévA Naprendszer pályamenti sebessége a Tejútrendszer galaxismagja körül ∼220 km/s. Nagy mennyiségű csillagközi por akadályozza a látható fény tartományában végzett tudományos észleléseket, így megfigyeléseket elsősorban rádiófrekvenciás, infravörös és röntgentartományban tudunk végezni. A galaxis csillagainak a galaxismag körüli keringésisebességének radiális profilja eltérést mutat a megfigyelhető anyag alapján vett elméleti számításoktól, amely eltérés Fritz Zwicky elmélete alapján a sötét anyag jelenlétére utal.
A galaxismag adja a galaktikus koordináták nulla pontját (RA 17h 42,4m, Dec. –28° 55'). A galaxismagról úgy tartják, hogy a tömege legalább 3 millió naptömeg.